# Americano FC (MT)
Der Americano Esporte Clube, in der Regel nur kurz Americano  genannt, war ein Fußballverein aus Cuiabá im brasilianischen Bundesstaat Mato Grosso.

## Erfolge
- Staatsmeisterschaft von Mato Grosso: 1944